# Wilhelm Collath
Wilhelm Collath (ur. 25 lutego 1838 w Belkow, zm. 21 lub 22 czerwca 1906) – niemiecki producent broni, właściciel przedwojennej fabryki strzelb i nabojów "Teschner&Collath" (Tesco) w prawobrzeżnej części Frankfurtu nad Odrą (ob. Słubice), właściciel wielu patentów przy produkcji drylingów.
W 1859 zatrudnił się w fabryce broni Johanna Gottlieba Teschnera, początkowo jako pomocnik, potem awansował. W 1875 J.G. Teschner zmarł, przez co Wilhelm Collath został jedynym właścicielem firmy. Co roku w jego zakładzie produkowano ok. 1000 sztuk broni myśliwskiej. Po śmierci Collatha w 1906 firmę odziedziczyli jego synowie Franz i Paul. Zakład prosperował do 1945, kiedy to został zamknięty, także z powodu niskiego zapotrzebowania na broń cywilną.
Fabryka broni J.G. Teschnera i Wilhelma Collatha była jednym z największych producentów broni myśliwskiej w Cesarstwie Niemieckim i jednym z największych przedsiębiorstw w przedwojennej historii Słubic.